# Апостольский нунций в Венесуэле
Апостольский нунций в Боливарианской Республике Венесуэла — дипломатический представитель Святого Престола в Венесуэле. Данный дипломатический пост занимает церковно-дипломатический представитель Ватикана в ранге посла. Как правило, апостольский нунций является дуайеном дипломатического корпуса, так как Венесуэла — католическая страна. Апостольская нунциатура в Венесуэле была учреждена на постоянной основе в 1869 году. Её резиденция находится в Каракасе.
В настоящее время Апостольским нунцием в Венесуэле является архиепископ Альберто Ортега Мартин, назначенный Папой Франциском 14 мая 2024 года.

## История
В начале XIX веке в ходе войны за независимость испанских колоний в Америке (1810 — 1826 год) в Латинской Америке образовались независимые государства. Римско-католическая церковь и Папа были заинтересованы в сохранении влияния Церкви в данном регионе с преимущественно католическим населением, поэтому Святой Престол признал новые независимые государства и установил с ними дипломатические отношения.
Апостольская нунциатура в Венесуэле, в качестве постоянного дипломатического представительства, была учреждена в 1869 году, в ранге апостольской делегатуры. В 1915 году апостольская делегатура была повышена до ранга апостольской интернунциатуры. 21 мая 1920 года Папа Бенедикт XV учредил апостольскую нунциатуру в Венесуэле.

## Апостольские нунции в Венесуэле

### Апостольские делегаты
- Лоренцо Барили — (26 мая 1851 — 17 июня 1856 — назначен апостольским нунцием в Испании);
- Мечислав Халька Ледуховский — (26 сентября 1856 — 1 октября 1861 — назначен апостольским нунцием в Бельгии);
- Франческо Тавани — (25 июля 1861 — 18 июля 1869);
- Серафино Ваннутелли — (23 июля 1869 — 10 сентября 1875 — назначен апостольским нунцием в Бельгии);
- Рокко Коккья, O.F.M. Cap. — (13 июля 1874 — 9 августа 1883 — назначен архиепископом Отранто);
- Марио Моченни — (14 августа 1877 — 28 марта 1882 — назначен апостольским интернунцием в Бразилии);
- Бернардино ди Милья, O.F.M. Cap. — (13 мая 1884 — 4 июня 1891 — назначен епископом Ларино);
- Спиридон-Сальваторе-Константино Бухаджар — (8 января — 10 августа 1891);
- Джулио Тонти — (11 июля 1892 — 1 октября 1894 — назначен апостольским администратором Порт-о-Пренсе).

### Апостольские интернунции
- Карло Пьетропаоли — (29 апреля 1913 — февраль 1918);
- Франческо Маркетти Сельваджани — (16 февраля 1918 — 21 мая 1920 — назначен апостольским нунцием).

### Апостольские нунции
- Франческо Маркетти Сельваджани — (21 мая — 4 декабря 1920 — назначен апостольским нунцием в Австрии);
- Филиппо Кортези — (13 июня 1921 — 19 октября 1926 — назначен апостольским нунцием в Аргентине);
- Фернандо Ченто — (28 июня 1926 — 26 июля 1936 — назначен апостольским нунцием в Перу);
- Луиджи Чентоц — (14 сентября 1936 — 19 февраля 1940 — назначен апостольским нунцием в Литве);
- Джузеппе Мизурака — (2 июля 1941 — 1950);
- Армандо Ломбарди — (13 февраля 1950—1954 — назначен апостольским нунцием в Бразилии);
- Серджо Пиньедоли — (19 октября 1954 — 15 апреля 1955 — назначен вспомогательным епископом Милана);
- Раффаэле Форни — (24 сентября 1955 — 7 февраля 1960 — назначен апостольским нунцием в Уругвае);
- Луиджи Дадальо — (18 ноября 1960 — 8 июля 1967 — назначен апостольским нунцием в Испании);
- Феличе Пироцци — (9 января 1967 — 17 октября 1970 — назначен президентом Папской Церковной Академии);
- Антонио дель Джудиче — (2 декабря 1970 — 18 декабря 1974 — назначен апостольским нунцием на Мальте);
- Джованни Мариани — (11 января 1975 — январь 1978 — назначен официалом в государственный секретариат Ватикана);
- Убальдо Калабрези — (5 января 1978 — 23 января 1981 — назначен апостольским нунцием в Аргентине);
- Лучано Стореро — (2 февраля 1981 — 28 июня 1990 — назначен апостольским про-нунцием в Греции);
- Ориано Куиличи — (11 июля 1990 — 8 июля 1997 — назначен апостольским нунцием в Швейцарии);
- Леонардо Сандри — (22 июля 1997 — 1 марта 2000 — назначен апостольским нунцием в Мексике);
- Андре-Пьер-Луи Дюпюи — (27 марта 2000 — 24 февраля 2005 — назначен апостольским нунцием при Европейском Союзе);
- Джачинто Берлоко — (24 февраля 2005 — 18 июня 2009 — назначен апостольским нунцием в Бельгии);
- Пьетро Паролин — (17 августа 2009 — 15 октября 2013 — назначен государственным секретарём Святого Престола);
- Альдо Джордано — (26 октября 2013 — 8 мая 2021 — назначен апостольским нунцием при Европейском Союзе);
- Альберто Ортега Мартин — (14 мая 2024 — по настоящее время).